# نيستور إيسيلا
نيستور إيسيلا (بالإسبانية: Néstor Isella) هو مدرب كرة قدم ولاعب كرة قدم تشيلي وأرجنتيني في مركز الوسط، ولد في 6 مايو 1937 في مدينة رافاييلا في الأرجنتين، وتوفي في 20 نوفمبر 2015 في نيونيوآ في تشيلي. لعب مع بوكا جونيورز وريفر بليت ونادي أونيفرسيداد كاتوليكا.